# مغ احمد بالا
مغ احمد بالا، روستایی در دهستان گچین بخش مرکزی شهرستان بندرعباس در استان هرمزگان ایران است.

## جمعیت
بر پایه سرشماری عمومی نفوس و مسکن در سال ۱۳۹۵، جمعیت این روستا برابر با ۶۷۸ نفر (۱۹۰ خانوار) بوده است.